# Žirokopter
Žirokopter, autogir ili autožir je vrsta zrakoplova iz reda rotokoptera koji stvaraju uzgonsku silu pomoću rotora. 
Za razliku od helikoptera, rotor žirokoptera nije spojen na motor, nego se slobodno okreće u struji zraka, dok motor pokreće propeler koji pokreće letjelicu prema naprijed. Zbog kretanja rotora kroz struju zraka, na rotoru dolazi do pojave autorotacije kojom se stvara uzgon. 
Žirokopter se može smatrati hibridom aviona i helikoptera, iako je povijesno gledano žirokopter prethodnica u razvoju helikoptera. Razvio ga je Španjolac Juan de la Cierva, a njegov je model prvi put poletio 1923. godine. 
Inače naziv "autožir" zaštićeni je znak tvrtke Cierva Autogiro Company, koju je de la Cierva osnovao 1926., te se načelno samo žirokopteri te tvrtke nazivaju autožiri, dok je "žirokopter"  bio zaštićeni naziv tvrtke Bensen Aircraft Company, iako su se do danas oba naziva uvriježila kao generički nazivi za sve ostale zrakoplove te vrste.
Da bi se moglo upravljati žirokopterom potrebno je imati Dozvolu za športsko-rekreativni zrakoplov klase III.

## Vanjske poveznice
|  | Zajednički poslužitelj ima još gradiva o temi Žirokopter |